# Arminas Urbutis

## Palmarès
- Coppa di Lituania: 1

Prienai: 2013